# Équipe d'Argentine de football à la Coupe du monde 1966
Cet article relate le parcours de l'équipe d'Argentine lors de la Coupe du monde de football 1966 organisée en Angleterre du 11 juillet au 30 juillet 1966.

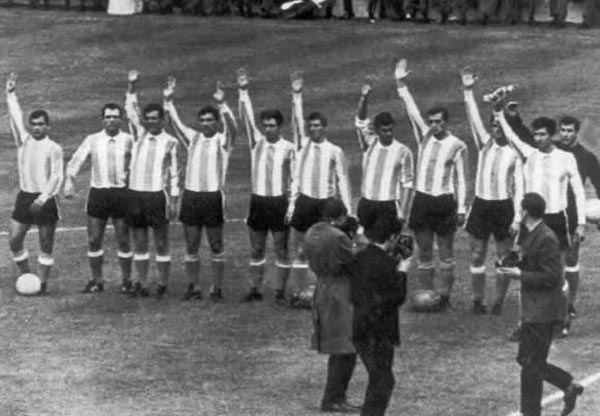
L'équipe au début du match contre l'Espagne.

## Effectif
Sélectionneur :  Juan Carlos Lorenzo
| No. | Pos.      | Joueur                     | Date de naissance et âge | Sélec. | Club          |
| --- | --------- | -------------------------- | ------------------------ | ------ | ------------- |
| 1   | Gardien   | Antonio Roma               | 13 juillet 1932          |        | Boca Juniors  |
| 2   | Gardien   | Rolando Irusta             | 27 mars 1938             |        | Lanús         |
| 3   | Gardien   | Hugo Gatti                 | 19 août 1944             |        | River Plate   |
| 4   | Défenseur | Roberto Perfumo            | 3 octobre 1942           |        | Racing Club   |
| 5   | Milieu    | José Varacka               | 27 mai 1932              |        | San Lorenzo   |
| 6   | Milieu    | Oscar Calics               | 18 novembre 1939         |        | San Lorenzo   |
| 7   | Défenseur | Silvio Marzolini           | 4 octobre 1940           |        | Boca Juniors  |
| 8   | Défenseur | Roberto Ferreiro           | 25 avril 1935            |        | Independiente |
| 9   | Milieu    | Carmelo Simeone            | 22 septembre 1934        |        | Boca Juniors  |
| 10  | Milieu    | Antonio Rattín (capitaine) | 16 mai 1937              |        | Boca Juniors  |
| 11  | Milieu    | José Omar Pastoriza        | 23 mai 1942              |        | Independiente |
| 12  | Milieu    | Rafael Albrecht            | 23 août 1941             |        | San Lorenzo   |
| 13  | Défenseur | Nelson López               | 24 juin 1941             |        | Banfield      |
| 14  | Attaquant | Mario Chaldú               | 6 juin 1942              |        | San Lorenzo   |
| 15  | Milieu    | Jorge Solari               | 11 novembre 1941         |        | River Plate   |
| 16  | Attaquant | Alberto González           | 21 août 1941             |        | Boca Juniors  |
| 17  | Milieu    | Juan Carlos Sarnari        | 22 janvier 1942          |        | River Plate   |
| 18  | Attaquant | Alfredo Rojas              | 20 février 1937          |        | Boca Juniors  |
| 19  | Milieu    | Luis Artime                | 2 décembre 1938          |        | Independiente |
| 20  | Attaquant | Ermindo Onega              | 30 avril 1940            |        | River Plate   |
| 21  | Attaquant | Oscar Más                  | 29 octobre 1946          |        | River Plate   |
| 22  | Attaquant | Aníbal Tarabini            | 4 août 1941              |        | Independiente |

## Coupe du monde

### Premier tour, groupe 2
| Classement final |                      |     |   |   |   |   |    |    |      |
|                  | Équipe               | Pts | J | G | N | P | BP | BC | Moy. |
| 1                | Allemagne de l'Ouest | 5   | 3 | 2 | 1 | 0 | 7  | 1  | 7.00 |
| 2                | Argentine            | 5   | 3 | 2 | 1 | 0 | 4  | 1  | 4.00 |
| 3                | Espagne              | 2   | 3 | 1 | 0 | 2 | 4  | 5  | 0.80 |
| 4                | Suisse               | 0   | 3 | 0 | 0 | 3 | 1  | 9  | 0.11 |

| 13 juillet | Argentine | 2 | 1 | Espagne              |
| 16 juillet | Argentine | 0 | 0 | Allemagne de l'Ouest |
| 19 juillet | Argentine | 2 | 0 | Suisse               |

| 13 juillet 1966                   | Argentine       | 2 – 1 | Espagne        | Villa Park, Birmingham                              |                                                     |
| 19:30 · Historique des rencontres | Artime 65e, 77e |       | Roma 71e (csc) | Spectateurs : 48 000 Arbitrage : Dimitar Rumentchev | Spectateurs : 48 000 Arbitrage : Dimitar Rumentchev |
| 19:30 · Historique des rencontres | Rapport         |       |                | Spectateurs : 48 000 Arbitrage : Dimitar Rumentchev | Spectateurs : 48 000 Arbitrage : Dimitar Rumentchev |

| 16 juillet 1966                   | Argentine | 0 – 0 | Allemagne de l'Ouest | Villa Park, Birmingham                              |                                                     |
| 15:00 · Historique des rencontres |           |       |                      | Spectateurs : 51 000 Arbitrage : Konstantin Zečević | Spectateurs : 51 000 Arbitrage : Konstantin Zečević |
| 15:00 · Historique des rencontres | Rapport   |       |                      | Spectateurs : 51 000 Arbitrage : Konstantin Zečević | Spectateurs : 51 000 Arbitrage : Konstantin Zečević |

| 19 juillet 1966                   | Argentine              | 2 – 0 | Suisse | Hillsborough Stadium, Sheffield                           |                                                           |
| 19:30 · Historique des rencontres | Artime 52e · Onega 79e |       |        | Spectateurs : 31 000 Arbitrage : Fernandes Joaquim Campos | Spectateurs : 31 000 Arbitrage : Fernandes Joaquim Campos |
| 19:30 · Historique des rencontres | Rapport                |       |        | Spectateurs : 31 000 Arbitrage : Fernandes Joaquim Campos | Spectateurs : 31 000 Arbitrage : Fernandes Joaquim Campos |

### Quart de finale
| 23 juillet 1966                   | Angleterre | 1 – 0 | Argentine | Wembley, Londres                                  |                                                   |
| 15:00 · Historique des rencontres | Hurst 78e  |       |           | Spectateurs : 90 000 Arbitrage : Rudolf Kreitlein | Spectateurs : 90 000 Arbitrage : Rudolf Kreitlein |
| 15:00 · Historique des rencontres | Rapport    |       |           | Spectateurs : 90 000 Arbitrage : Rudolf Kreitlein | Spectateurs : 90 000 Arbitrage : Rudolf Kreitlein |